# Fényesmolyfélék
A fényesmolyfélék vagy fényesszárnyú molyfélék (Heliozelidae) családját a valódi lepkék alrendjének Heteroneura alrendágába soroljuk. A hagyományos felosztás szerint – amint erre nevük is utal – a molylepkék (Microlepidoptera) közé tartoznak.

## Elterjedésük
A család az egész Földön elterjedt, de a Kárpát-medencében csak néhány faja él. Magyarországon négy fajt mutattak ki.

## Megjelenésük, felépítésük
Apró termetű molylepkék.

## Életmódjuk, élőhelyük
Hernyóik levelekben, levélnyelekben vagy gallyak kérgében aknáznak (Mészáros, 2005).

## Rendszertani felosztásuk és a magyarországi fajok
A családot tizenöt nemre bontják:
- Antispila;
  - gyűrűssom-fényesmoly (Antispila metallella Denis & Schiffermüller, 1775)
  - somaknázó fényesmoly (Antispila treitschkeella Fischer von Röslerstamm, 1843) – a Kárpát-medencében gyakori faj;
- Antispilina;
- Coptodisca;
- Diacopia;
- Dyselachista;
- Heliozela;
  - égeraknázó fényesmoly (Heliozela resplendella Stainton, 1851)
  - tölgyaknázó fényesmoly (Heliozela sericiella Haworth, 1828)
- Holocacista;
- Hoplophanes;
- Ischnocanaba
- Lamprozela;
- Monachozela;
- Phanerozela;
- Prophylactis;
- Pseliastis;
- Tyriozela.

## Névváltozatok
- fényesszárnyú-molylepkefélék[1]
- Fényesszárnyú molylepkék (Mészáros, 2005)